# Nicolás Valentini
Nicolás Valentini (* 6. April 2001 in Junín) ist ein argentinischer Fußballspieler.

## Karriere

### Verein
Von der U20 der Boca Juniors wechselte er Anfang 2019 in den Kader von deren zweiter Mannschaft. Hiervon wurde er Anfang 2022 für den Verlauf des weiteren Jahres an den Club Atlético Aldosivi verliehen, bei welchem er dann auch sein Debüt in der ersten Liga hatte und dort schnell zum Stammspieler wurde. Nach dem Ende seiner Leihe ging er dann nahtlos in den Kader der ersten Mannschaft von Boca über. Dort sammelte er ab April 2023 dann auch erste Einsätze in der Copa Libertadores.
Anfang Januar 2025 wechselte Valentini zur AC Florenz in die italienische Serie A. Ein Monat später folgte die ligainterne Leihe zu Hellas Verona.

### Nationalmannschaft
Im Oktober 2023 wurde er erstmals für die argentinische U23 für die Vorbereitung vor dem Qualifikationsturnier für Olympia nominiert. Dort kam er auch in zwei Partien zum Einsatz. Bei dem Turnier selbst stand er dann in fast jeder Partie auf dem Platz. Am Ende landete er mit seinem Team hier auf dem zweiten Platz der Endgruppe und qualifizierte sich so für die Spiele in Paris.